# Spartaco Landini
Spartaco Landini (Terranuova Bracciolini, 31 de janeiro de 1944 – Gênova, 16 de abril de 2017) foi um futebolista italiano que atuava como atacante.

## Carreira
Spartaco Landini fez parte do elenco da Seleção Italiana na Copa do Mundo de 1966.

## Vida pessoal
O irmão de Spartaco, Fausto Landini, também jogou futebol profissionalmente como atacante.
Spartaco Landini morreu em Gênova em 16 de abril de 2017 aos 73 anos.